# Tommaso Caracciolo (arcivescovo)
Tommaso Caracciolo Rossi (Avellino, 1599 – Taranto, 1663) è stato un arcivescovo cattolico italiano.

## Biografia
Tommaso Caracciolo Rossi dei principi d'Avellino «ebbe al secolo nome Marzio, appartenne ai Caracciolo di Bella. Fu uomo dotto, vescovo di Cirene e poi arcivescovo di Taranto». Fu ordinato sacerdote nella Congregazione dei chierici regolari della Divina Provvidenza. Il 10 novembre 1631, durante il papato di Urbano VIII, fu eletto arcivescovo titolare di Cirene e consacrato il 14 dicembre 1631. Il 20 settembre 1636 fu scelto da papa Gregorio XIII per reggere l'arcidiocesi di Taranto e il 30 marzo 1637 ne prendeva possesso.
Nel 1641, introdusse, nella diocesi tarantina, la diffusione del culto al beato Gaetano Thiene, che alcuni anni dopo fu solennemente canonizzato da papa Clemente X. Nel 1658 fece ampliare, nella cattedrale di Taranto, la cappella (il cosiddetto cappellone) in onore di san Cataldo, patrono di Taranto, dove fece trasferire i resti del santo, che vi sono tuttora venerati. Morì a Taranto, in concetto di santità, nel 1663.

## Opere
- 1655, Elio Clerio, cioè il Sole del riformato Clero, Apollo del Pitone di Lutero nel luminoso cielo della vita del B. Gaetano Thiene

## Curiosità
- Mons. Tommaso Caracciolo, nella sua opera Elio Clerio, edita nel 1655 usò lo pseudonimo di Nicolò Auxentio, inserì molti frammenti inediti o rari degli scritti di san Gaetano Thiene.
- Nel dicembre del 1658, quando era arcivescovo di Taranto, amministrò la tonsura al giovane chierico Francesco De Geronimo, futuro santo[7].

## Genealogia episcopale
La genealogia episcopale è:
- Cardinale Guillaume d'Estouteville, O.S.B.Clun.
- Papa Sisto IV
- Papa Giulio II
- Cardinale Raffaele Sansone Riario
- Papa Leone X
- Papa Paolo III
- Cardinale Francesco Pisani
- Cardinale Alfonso Gesualdo di Conza
- Papa Clemente VIII
- Papa Paolo V
- Cardinale Scipione Caffarelli-Borghese
- Cardinale Giulio Savelli
- Arcivescovo Tommaso Caracciolo, C.R.